# Restaurante automatizado
Um restaurante automatizado ou restaurante robótico é um tipo de restaurante que utiliza robôs para realizar tarefas como entregar comida e bebida nas mesas ou cozinhar a comida.

## História
Automação de restaurante significa o uso de um sistema de gerenciamento de restaurante para automatizar as principais operações de um estabelecimento de restaurante. Mesmo no início da década de 1970, vários restaurantes serviam comida exclusivamente em máquinas de venda automática. Esses restaurantes eram chamados de autômatos ou, no Japão, shokkenki. Os clientes pediam seus alimentos diretamente por meio das máquinas.
Em 2011, em toda a Europa, o McDonald's já havia começado a implementar 7.000 quiosques com tela de toque que podiam lidar com tarefas de caixa.
Mais recentemente, estão abrindo restaurantes que automatizaram total ou parcialmente seus serviços. Isso pode incluir: receber pedidos, preparar comida, servir e cobrar. Alguns restaurantes totalmente automatizados funcionam sem qualquer intervenção humana. Os robôs são projetados para ajudar e, às vezes, substituir o trabalho humano (como garçons e chefs). A automação de restaurantes também pode permitir a opção de maior customização de um pedido.
Em 2020, um restaurante nos Países Baixos começou um experimento de usar robôs para servir os pedidos.
Em setembro de 2021, o robô de serviço de alimentação 'Semblr' de Karakuri serviu almoços personalizados para os 4.000 funcionários da sede do Grupo ocado, fornecedora de soluções de tecnologia de alimentos, em Hatfield, Reino Unido. 2.700 combinações diferentes de pratos estavam em oferta. Os clientes podiam especificar em gramas quais itens quentes e frios, proteínas, molhos e coberturas frescas desejavam.
Em 2021, os engenheiros da Escola de Engenharia e Ciências Aplicadas da Universidade de Columbia desenvolveram um método de cozinhar frango impresso em 3D com lasers robóticos controlados por software. A equipe da “Digital Food” expôs estruturas crus de frango impressas em 3D à luz azul e infravermelha. Eles então avaliaram a profundidade do cozimento, o desenvolvimento da cor, a retenção de umidade e as diferenças de sabor das amostras impressas em 3D cozidas a laser em comparação com a carne cozida no fogão.

## Locais
Restaurantes automatizados estão sendo abertos em vários países. Estes são exemplos deles:
- Fritz's Railroad Restaurant no Kansas City, Estados Unidos.[8]
- Výtopna, um restaurante ferroviário usando modelos de trens: franquia de vários restaurantes e cafeterias na Chéquia.[9]
- Bagger's Restaurant em Nuremberga, Alemanha.[10]
- FuA-Men Restaurant, restaurante de ramen  localizado em Nagoia, Japão.[11]
- Hajime Robot Restaurant, um restaurante japonês em Banguecoque, Tailândia.[12][13]
- Fōster Nutrition em Buenos Aires, Argentina.[14]
- Dalu Robot Restaurant em Jinan, China.[15]
- Haohai Robot Restaurant em Harbin, China.[16]
- Robot Kitchen Restaurant em Hong Kong, China.[17]
- Robo-Chef restaurant in Teerã, Irã, iniciado em 2017, é o primeiro restaurante robótico sem garçom no Médio Oriente.[18][19]
- Spyce, um robô criado por estudantes da MIT inauguraram um restaurante no centro de Boston, em 2018.[20]
- Foodom, criado pela Country Garden Holdings, aberta em 12 de janeiro de 2020, em Cantão (cidade), na China.[21]